# Тегістік (Темірбецький сільський округ)
Тегісті́к (каз. Теігстік) — село у складі Байзацького району Жамбильської області Казахстану. Адміністративний центр Темірбецького сільського округу.
У радянські часи село називалось Тегістик.
Населення — 698 осіб (2021; 738 у 2009, 860 у 1999, 895 у 1989).